# Гонсало де Бурбон
Гонсало де Бурбон-і-Баттенберг (ісп. Gonzalo de Borbón y Battenberg; 24 жовтня 1914, Мадрид, Іспанія, — 13 серпня 1934, Перчах-ам-Вертерзе, Австрія) — іспанський інфант, син короля Альфонсо XIII.
Гонсало був останньою дитиною та п'ятим сином короля Альфонсо XIII та його дружини Вікторії Євгенії Баттенберзької. По матері він був правнуком британської королеви Вікторії. Деякі нащадки останньої хворіли на гемофілію, і серед них виявився Гонсало разом із найстаршим із братів, Альфонсо.
В 1931 інфант Гонсало був змушений разом з усією сім'єю виїхати з Іспанії у вигнання: на його батьківщині відбулася революція. Він жив у Парижі та у Фонтенбло. Його батьки у 1933 році розлучилися, і після цього Гонсало поїхав разом із двома сестрами, Беатрисою Ізабеллою та Марією Крістіною, до Риму. Того ж року він вступив до Лувенського університету. Але наступного літа, під час відпочинку в Австрії, інфант потрапив у автомобільну аварію; будучи гемофіліком, він помер через два дні, хоча отримані травми були незначними.